# Ciacan
Ciacan – wieś w Armenii, w prowincji Armawir. W 2011 roku liczyła 1056 mieszkańców.